# Merrill (Wisconsin)
Merrill ist eine Stadt (mit dem Status „City“) und Verwaltungssitz des Lincoln County im US-amerikanischen Bundesstaat Wisconsin. Im Jahr 2010 hatte Merrill 9661 Einwohner.

## Geografie
Merrill liegt im mittleren Norden Wisconsins, beiderseits des in den Mississippi mündenden Wisconsin River. Die geografischen Koordinaten von Merrill sind 45°10′50″ nördlicher Breite und 89°41′00″ westlicher Länge. Das Stadtgebiet erstreckt sich über eine Fläche von 20,23 km², die sich auf 18,75 km² Land- und 1,48 km² Wasserfläche verteilen.
Nachbarorte von Merrill sind Otis (10,6 km nördlich), Gleason (23,4 km nordöstlich), Pine River (8,6 km südöstlich) und Wausau (27,3 km südlich).
Die nächstgelegenen größeren Städte sind Green Bay am  Michigansee (176 km ostsüdöstlich), Appleton (182 km südöstlich), Wisconsins größte Stadt Milwaukee (327 km südsüdöstlich), Wisconsins Hauptstadt Madison (255 km südlich), Eau Claire (181 km westsüdwestlich), die Twin Cities in Minnesota (300 km in der gleichen Richtung) und Duluth am Oberen See in Minnesota (338 km nordwestlich).

## Verkehr
Der vierspurig ausgebaute U.S. Highway 51 verläuft in Nord-Süd-Richtung am östlichen Stadtrand an Merrill vorbei. Im Zentrum der Stadt treffen die Wisconsin State Highways 64 und 107 zusammen. Alle weiteren Straßen sind untergeordnete Landstraßen, teils unbefestigte Fahrwege sowie innerörtliche Verbindungsstraßen.
Durch Merrill verläuft für den Frachtverkehr eine Eisenbahnstrecke der Canadian National Railway (CN).
Mit dem Merrill Municipal Airport befindet sich im Norden des Stadtgebiets ein kleiner Flugplatz. Der nächste Regionalflughafen ist der Central Wisconsin Airport bei Wausau (49,1 km südlich).

## Bevölkerung
Nach der Volkszählung im Jahr 2010 lebten in Merrill 9661 Menschen in 4175 Haushalten. Die Bevölkerungsdichte betrug 515,3 Einwohner pro Quadratkilometer. In den 4175 Haushalten lebten statistisch je 2,25 Personen.
Ethnisch betrachtet setzte sich die Bevölkerung zusammen aus 96,3 Prozent Weißen, 0,5 Prozent Afroamerikanern, 0,4 Prozent amerikanischen Ureinwohnern, 0,6 Prozent Asiaten sowie 0,8 Prozent aus anderen ethnischen Gruppen; 1,2 Prozent stammten von zwei oder mehr Ethnien ab. Unabhängig von der ethnischen Zugehörigkeit waren 2,0 Prozent der Bevölkerung spanischer oder lateinamerikanischer Abstammung.
23,9 Prozent der Bevölkerung waren unter 18 Jahre alt, 56,7 Prozent waren zwischen 18 und 64 und 19,4 Prozent waren 65 Jahre oder älter. 52,4 Prozent der Bevölkerung war weiblich.
Das mittlere jährliche Einkommen eines Haushalts lag bei 39.746 USD. Das Pro-Kopf-Einkommen betrug 21.035 USD. 14,3 Prozent der Einwohner lebten unterhalb der Armutsgrenze.

## Bekannte Bewohner
- Myron McCord (1840–1908) – republikanischer Abgeordneter des US-Repräsentantenhauses (1889–1891) – lebte mehrere Jahre in Merrill
- Donald Edgar Tewes (1916–2012) – republikanischer Abgeordneter des US-Repräsentantenhauses (1957–1959) – geboren und aufgewachsen in Merrill

## Söhne und Töchter der Stadt
- Hale Rood (1923–1991), Jazz- und Orchestermusiker
- Wendy Boglioli (* 1955), Schwimmerin